# Silene modesta
Silene modesta är en nejlikväxtart som beskrevs av Boiss. Silene modesta ingår i släktet glimmar, och familjen nejlikväxter. Inga underarter finns listade i Catalogue of Life.